# 86 (číslo)
Osmdesát šest je přirozené číslo. Následuje po číslu osmdesát pět a předchází číslu osmdesát sedm. Řadová číslovka je osmdesátý šestý nebo šestaosmdesátý. Římskými číslicemi se zapisuje LXXXVI.

## Matematika
Osmdesát šest je
- bezčtvercové celé číslo
- deficientní číslo
- nepříznivé číslo.
- v desítkové soustavě šťastné číslo

## Chemie
- 86 je atomové číslo radonu, neutronové číslo třetího nejběžnějšího izotopu neodymu a třetího nejméně běžného izotopusamaria a nukleonové číslo druhého nejběžnějšího izotopu kryptonu.[1]

## Ostatní
- +86 je mezinárodní telefonní předvolba Číny

## Roky
- 86
- 86 př. n. l.